# Бромид кальция
Бромид кальция — бинарное неорганическое соединение кальция и брома с формулой CaBr2. Бесцветные гигроскопичные кристаллы. Образует несколько кристаллогидратов.

## Получение
- Безводную соль получают действием брома на раскалённый оксид кальция:

{\displaystyle {\mathsf {2\ CaO+2\ Br_{2}\ {\xrightarrow {700^{o}C}}\ 2\ CaBr_{2}+O_{2}}}}
- Кристаллогидрат получают действуя бромистоводородной кислотой на оксид кальция, его гидроксид или карбонат:

{\displaystyle {\mathsf {CaO+2\ HBr\ {\xrightarrow {\ }}\ CaBr_{2}+H_{2}O}}}
{\displaystyle {\mathsf {Ca(OH)_{2}+2\ HBr\ {\xrightarrow {\ }}\ CaBr_{2}+2\ H_{2}O}}}
{\displaystyle {\mathsf {CaCO_{3}+2\ HBr\ {\xrightarrow {\ }}\ CaBr_{2}+CO_{2}\uparrow +H_{2}O}}}

## Физические свойства
Бромид кальция образует бесцветные диамагнитные кристаллы ромбической сингонии, пространственная группа P nnm, параметры ячейки a = 0,655 нм, b = 0,688 нм, c = 0,434 нм, Z = 2.
При кристаллизации из водных растворов образуются кристаллогидраты CaBr2•6H2O и CaBr2•3H2O. Из неводных растворов выделены разнообразные сольваты, например CaBr2•n NH3 (где n=8, 6, 2, 1), CaBr2•n CH3CH2OH  (где n=4, 3, 1).

## Химические свойства
- Бромид кальция реагирует с плавиковой кислотой:

{\displaystyle {\mathsf {CaBr_{2}+2\ HF\ {\xrightarrow {\ }}\ CaF_{2}+2\ HBr}}}

## Применение
- Бромид кальция используется как дегидратирующий агент, катализатор.
- Концентрированные растворы бромида кальция используются в качестве буровых растворов и теплоносителей в системах охлаждения и кондиционирования воздуха.
- Добавка бромида кальция в серную лампу дает появление всплеска излучения в вблизи 625 нм, что важно для фотосинтеза растений, при этом не происходит увеличения излучения в других частях спектра.